# 呂覆
呂覆（?—?），略陽郡（治今甘肅天水市）氐族人。後涼懿武帝呂光之子。後涼宗室。
394年，后凉国君（三河王）吕光，命他的儿子吕覆为都督玉门以西诸军事、西域大都护，镇守高昌，并命令手下大臣的子弟，随同呂覆前往。呂覆是后凉管理西域地区的最高长官。